# Horst Seefeld

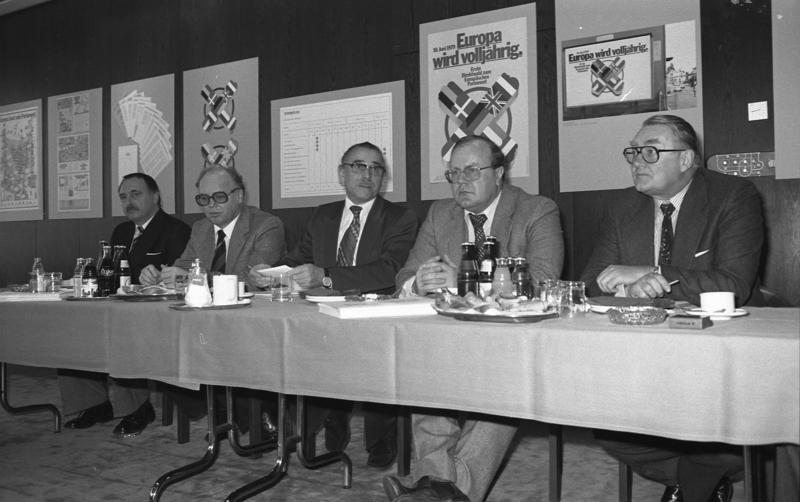
Horst Seefeld (2. von links), 1979

Horst Seefeld (* 21. November 1930 in Berlin; † 10. Januar 2018 in Bretten) war ein deutscher Politiker der SPD und langjähriges Mitglied des Europaparlaments.

## Privat
Nach dem Abitur machte Horst Seefeld eine kaufmännische Lehre als Speditionskaufmann und blieb in dem Beruf bis 1955, bevor er als Politiker tätig wurde. Er war verheiratet, hatte zwei Kinder und wohnte in Bretten in Baden-Württemberg.

## Politische Tätigkeiten
1947 wurde Seefeld Mitglied der SPD und war ab 1955 Geschäftsführer der SPD Karlsruhe und Sekretär beim SPD-Landesverband Baden-Württemberg, wobei er gleichzeitig Mitglied im Bundesvorstand der Jusos war, u. a. auch stellvertretender Bundesvorsitzender, sowie deren Bundessekretär.
Danach wurde er 1967 in das Pressereferat im Bundesverkehrsministerium berufen, wo er bis 1969 tätig war.
In den Jahren 1969 bis 1980 war er Mitglied des Deutschen Bundestages sowie zugleich von 1970 bis 1989 Mitglied des Europäischen Parlaments. Im Europäischen Parlament wurde Horst Seefeld 1984 dessen Vizepräsident bis 1989, wobei er auch Mitglied des Präsidiums der Europa-Union Deutschlands war. Von 1976 bis 1980 wählte man ihn zum Präsidenten des Deutschen Rates der Europäischen Bewegung.

## Politisches Verdienst
Als Horst Seefeld 1989 als Parlamentarier aus dem Europäischen Parlament ausschied, wurde er wegen seines Engagements zu dessen Ehrenmitglied gewählt.
Als Verkehrsexperte setzte sich Seefeld immer wieder für eine gemeinsame europäische Verkehrspolitik und den Abbau nationaler Wettbewerbsbeschränkungen auf dem Verkehrsmarkt ein. Im Rahmen dieses Engagements war er maßgeblich an der Untätigkeitsklage beteiligt, die das Europäische Parlament 1983 gegen den Rat der Europäischen Gemeinschaften vor dem Europäischen Gerichtshof erhob. Der Rat wurde schließlich dazu verurteilt, die Dienstleistungsfreiheit auf dem Gebiet des internationalen Verkehrs sicherzustellen und die Bedingungen für die Zulassung von Verkehrsunternehmern zum Verkehr innerhalb eines Mitgliedstaats, in dem sie nicht ansässig sind, festzulegen. Dieses Urteil war nicht nur ein Meilenstein auf dem Weg zur Dienstleistungsfreiheit, mit ihm wurde auch zum ersten Mal anerkannt, dass das Parlament befugt ist, gegen die Untätigkeit des Rates mit einer Untätigkeitsklage vorzugehen.

## Weitere Tätigkeiten
Als Sonderberater des Verkehrskommissars der EG, Karel Van Miert und Mitglied der siebenköpfigen Arbeitsgruppe „Verkehr 2000+“ war er von 1989 bis 1991 tätig.
Von 1989 bis 2006 war Horst Seefeld in verschiedenen Institutionen des internationalen Verkehrswesens in Europafragen u. a. beratend tätig.

## Auszeichnungen
- 1981: Bundesverdienstkreuz 1. Klasse des Verdienstordens der Bundesrepublik Deutschland
- 1986: Großes Verdienstkreuz
- Mérite Européen
- 1977: Senator-Lothar-Danner-Medaille in Gold (Stifter: Bund gegen Alkohol im Straßenverkehr),
- Friedland-Gedächtnis-Medaille in Silber (Stifter: Verband der Heimkehrer, Kriegsgefangenen und Vermisstenangehörigen Deutschlands)
- Goldene Ehrennadel des VdK
- Goldene Ehrennadel des Bund Deutscher Berufs-Kraftfahrer